# Туполевка
Туполевка (каз. Туполевка) — село в Зерендинском районе Акмолинской области Казахстана. Входит в состав Аккольского сельского округа. Код КАТО — 115657200.

## География
Село расположено на востоке района, в 63 км на северо-восток от центра района села Зеренда, в 17 км на восток от центра сельского округа села Акколь.

### Улицы[2]
- ул. им. Алибека Ташибаева,
- ул. Кантай.

### Ближайшие населённые пункты
- село Казахстан в 9 км на западе,
- село Молодёжное в 10 км на юге,
- село Кызылтан в 12 км на северо-западе,
- село Мезгильсор в 12 км на востоке.

## Население
В 1989 году население села составляло 310 человек (из них казахов 56%).
В 1999 году население села составляло 182 человека (100 мужчин и 82 женщины). По данным переписи 2009 года, в селе проживали 93 человека (48 мужчин и 45 женщин).
| Численность населения | Численность населения | Численность населения |
| 1989                  | 1999                  | 2009                  |
| --------------------- | --------------------- | --------------------- |
| 310                   | ↘182                  | ↘93                   |